# Sophronica reducta
Sophronica reducta är en skalbaggsart som beskrevs av Francis Polkinghorne Pascoe 1888. Sophronica reducta ingår i släktet Sophronica och familjen långhorningar. Inga underarter finns listade i Catalogue of Life.